# Kyphosus lutescens
Kyphosus lutescens és una espècie de peix pertanyent a la família dels kifòsids.

## Hàbitat
És un peix marí, associat als esculls i de clima tropical.

## Distribució geogràfica
Es troba al Pacífic oriental central.

## Observacions
És inofensiu per als humans.